# Reaktionskette
Reaktionskette (häufig auch Handlungskette) ist ein Fachwort der vor allem von Konrad Lorenz und Nikolaas Tinbergen ausgearbeiteten Instinkttheorie der klassischen vergleichenden Verhaltensforschung (Ethologie). Er bezeichnet eine Abfolge von Schlüsselreizen und die durch sie veranlassten, genetisch festgelegten Instinktbewegungen. Die auf einen ersten Schlüsselreiz folgende Instinktbewegung wird im Rahmen dieser Theorie gedeutet als neuerlicher (zweiter) Schlüsselreiz, dem eine zweite Instinktbewegung nachfolgt, die wiederum als 3. Schlüsselreiz gedeutet wird, der zu einer dritten Instinktbewegung führt. Die jeweilige Instinktbewegung wird dabei als Endhandlung des vom Schlüsselreiz initiierten Geschehens interpretiert, die wiederum dadurch definiert ist, dass „ihre Durchführung zu einer Einstellung des Appetenzverhaltens führt.“
Solche Reaktionsketten, die stets in gleicher Weise ablaufen, wurden vor allem im Zusammenhang mit der Balz und mit ritualisierten Kämpfen beschrieben. Hier wird häufig eine bestimmte Verhaltensweise des einen Partners bzw. Gegners als Auslöser (Schlüsselreiz) für eine zweite Verhaltensweise des anderen Partners (Gegners) gedeutet, der eine dritte Verhaltensweise des ersten Partners (Gegners) folgt.
George Barlow verweist in Grzimeks Tierleben ergänzend auf ein Fallbeispiel von Robert Hinde, der das Verhalten eines Rüden beschrieb, dessen Weg zu einer läufigen Hündin und damit zur Endhandlung durch einen Zaun versperrt ist: „Wenn zum Beispiel ein Hund einen Zaun überklettert, so ist die Überwindung dieses Hindernisses ein Appetenzverhalten, um die Hündin zu erreichen. Das Zusammensein mit der Hündin ist aber seinerseits wiederum nur eine Appetenz für den ersten Schritt einer langen Verhaltenskette, die schließlich zur Begattung führt.“ Hier wird die Bezeichnung Reaktionskette auch auf die Abfolge von Verhaltensweisen bei einem einzigen Individuum angewandt. Eine solche Zerlegung von Verhaltensabläufen aufgrund (innerer) Zustände der Motivation ist jedoch weniger objektivierbar als die Zergliederung von Reaktionsketten, die durch (externe) Schlüsselreize gelenkt werden und gilt daher als umstritten.

## Belege
1. ↑  Darstellung einer doppelten Reaktionskette am Beispiel männlicher und weiblicher Dreistachliger Stichling. Auf: biologie-online.eu, zuletzt eingesehen am 31. Oktober 2019.
2. ↑  Hanna-Maria Zippelius: Die vermessene Theorie. Eine kritische Auseinandersetzung mit der Instinkttheorie von Konrad Lorenz und verhaltenskundlicher Forschungspraxis. Vieweg, Braunschweig 1992, ISBN 3-528-06458-7, S. 19.
3. ↑  Stichwort Handlungskette in: Klaus Immelmann: Grzimeks Tierleben, Ergänzungsband Verhaltensforschung. Kindler, Zürich 1974, S. 627.
4. ↑  George Barlow: Fragen und Begriffe der Ethologie. In: Klaus Immelmann: Grzimeks Tierleben, Ergänzungsband Verhaltensforschung. Kindler, Zürich 1974, S. 208.